# Зофія Аттесландер
Зофія Аттесландер (пол. Zofia Atteslander; 12 березня 1874, Любожиця — близько 1928, Берлін) — польська художниця, яка творила в 1889—1928 роках, зокрема в Берліні, Парижі та Вісбадені.

## Життєпис
Спочатку Зофія Аттесландер брала приватні уроки в Яцека Мальчевського в Кракові, потім навчалася у Франца фон Ленбаха, Гайнріха Кніра та Станіслава Грохольського в Мюнхені, а з 1902 року — в Адольфа Гельцеля в Дахау. Спеціалізувалася на портретному живописі та натюрмортах.
Під час перебування у Вісбадені в 1904 році Зофія Аттесландер написала портрети румунської королівської родини. У 1908 році, перебуваючи в Парижі, вона була удостоєна почесної відзнаки Салону французьких художників.
Із 1903 Зофія Аттесландер брала участь у виставках Товариства друзів образотворчого мистецтва в Кракові та Львові, а з 1904 — у Варшавському товаристві заохочення образотворчого мистецтва. Крім олійного живопису, також працювала пастеллю. Свої картини вона часто підписувала «Zo».
Останні задокументовані відомості про Зофію Аттесландер відносяться до 1928 року.

## Галерея

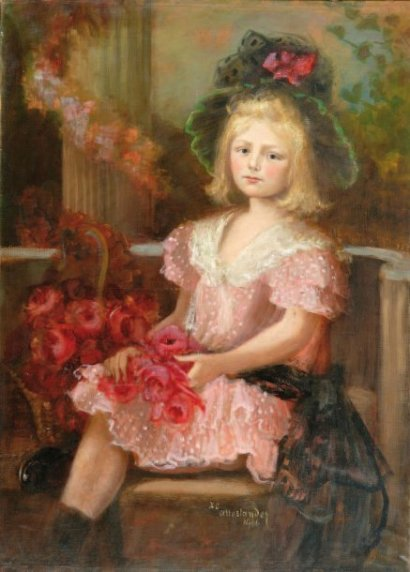
Маленька дівчинка в зеленому капелюсі (1906)
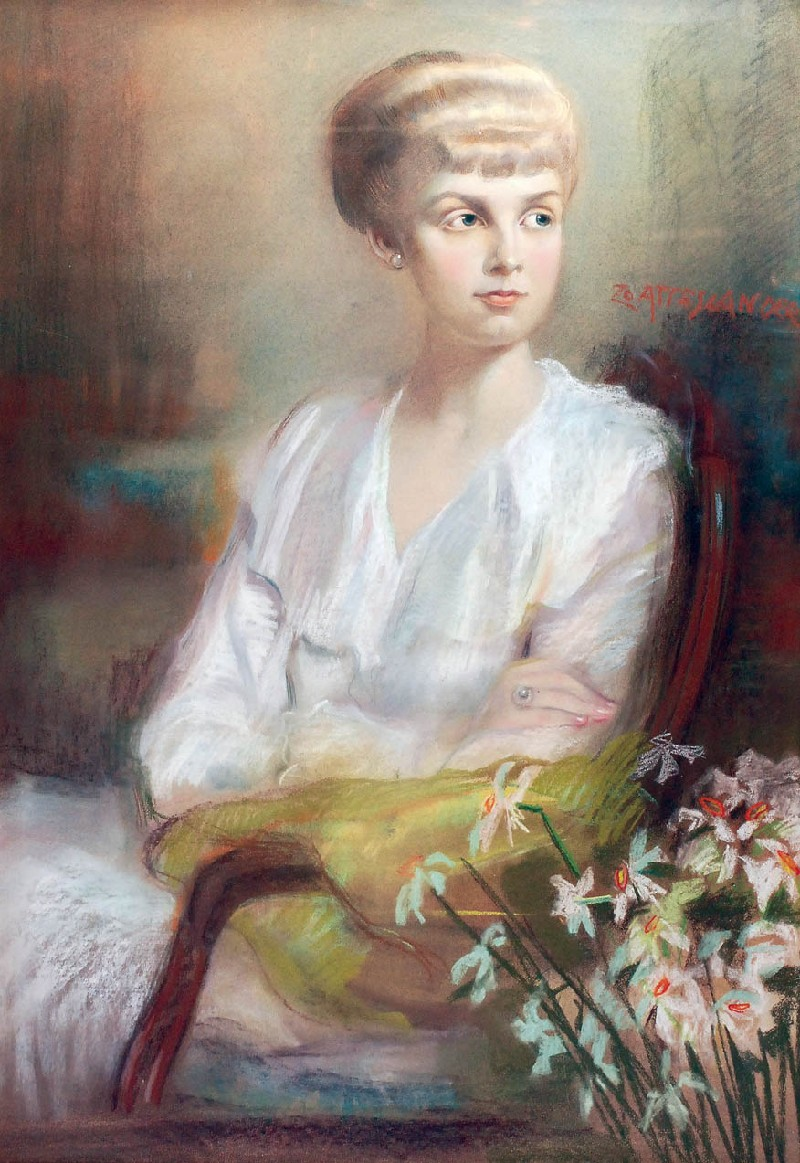
Портрет молодої жінки з нарцисами (раніше 1914)
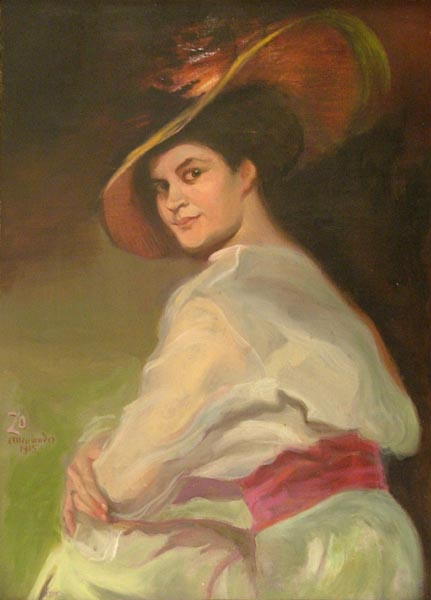
Портрет дівчини в капелюсі (1915)